# Skartved
Skartved is een plaats in de Deense regio Zuid-Denemarken, gemeente Kolding, en telt minder dan 200 inwoners (2007). Het gehucht ligt nabij de plaats Sønder Bjert.